# ۴-فنیلازپان
۴-فنیلازپان (به انگلیسی: 4-Phenylazepane) با فرمول شیمیایی C۱۲H۱۷N یک ترکیب شیمیایی با شناسه پاب‌کم ۴۳۶۲۱۰ است. که جرم مولی آن ۱۷۵٫۲۷ g/mol می‌باشد. 